# Rice Ridge
Rice Ridge ist ein 1,5 km langer und niedriger Gebirgskamm mit felsigen Vorsprüngen im westantarktischen Ellsworthland. In den Jones Mountains ragt er an der Nordseite des Anderson Dome auf.
Eine Mannschaft der University of Minnesota kartierte ihn im Zuge der Erkundungen der Jones Mountains von 1960 bis 1961. Das Advisory Committee on Antarctic Names benannte ihn 1963 nach Lieutenant Commander Robert A. Rice von der United States Navy, Versorgungs- und Fiskaloffizier eines beweglichen Baubattalions (Naval Mobile Construction Battalion One) der Seabees während der Operation Deep Freeze des Jahres 1962.